# Sandkerwa

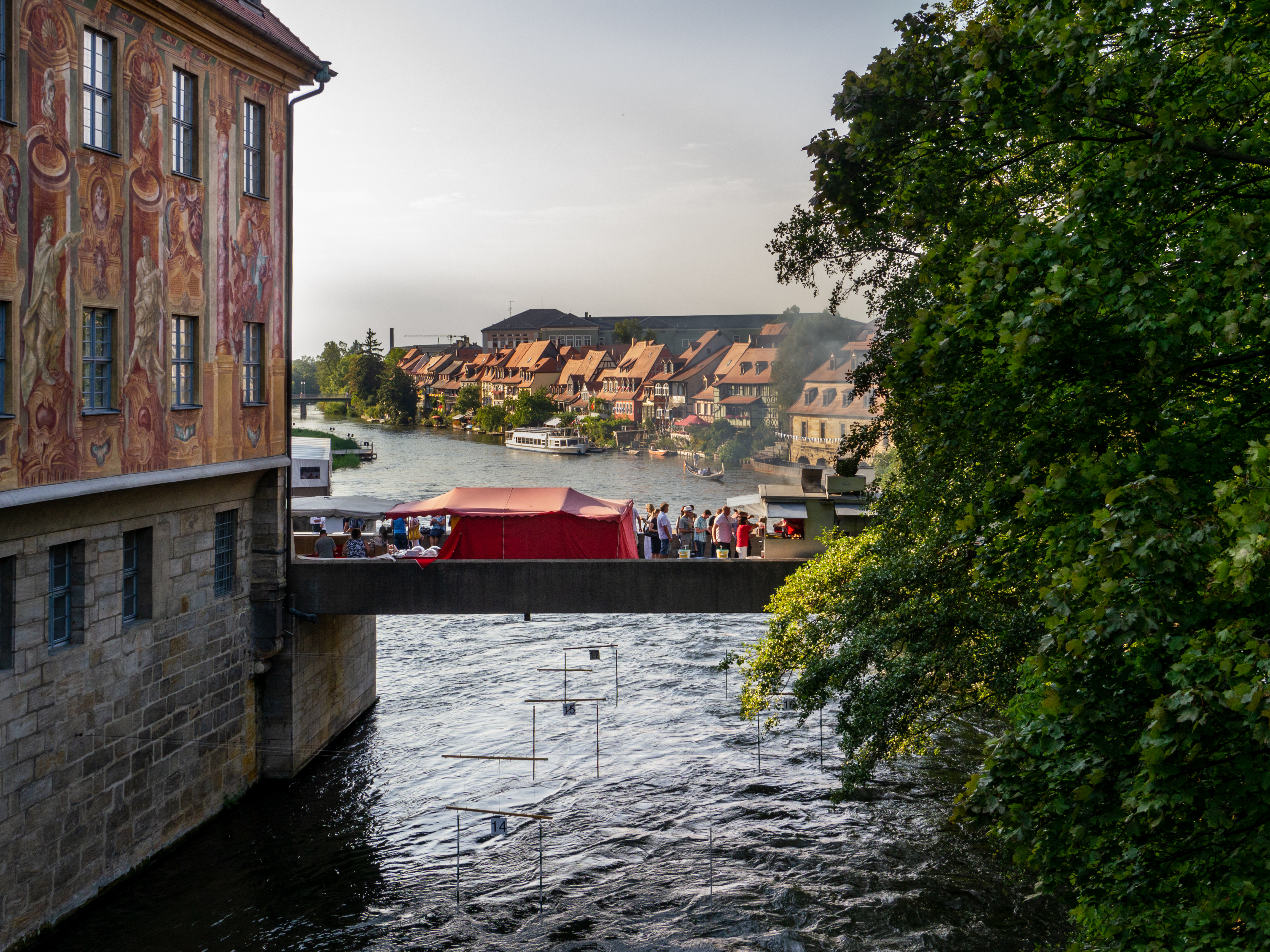
Die untere Rathausbrücke und Klein Venedig in Bamberg während der Sandkerwa (2011)

Die Sandkerwa (hochsprachlich Sandkirchweih) ist ein traditionelles Bamberger Volksfest, das jedes Jahr im August in der historischen Altstadt – genauer gesagt im Sand, also rund um die Sandstraße – stattfindet. Jährlich zieht es etwa 200.000 Besucher an fünf Tagen (Donnerstag bis Montag) an und ist damit das größte Volksfest Bambergs und gehört zu den größten Volksfesten Bayerns. Zum 60-jährigen Jubiläum im Jahr 2010 dauerte die Sandkerwa ausnahmsweise sieben Tage (vom 18. bis zum 24. August).

## Geschichte
Die Sandkerwa war ursprünglich die Kirchweih-Feier der St.-Elisabeth-Kirche im Sand (also an der Sandstraße), die ehemals die Kapelle des ersten Bamberger Bürgerspitals war (heute Justizvollzugsanstalt). Sie fand erstmals 1951 statt. Die Einnahmen aus dem Verkauf von Festabzeichen und anderen Souvenirs kommen dem Bürgerverein IV. Distrikt zugute, der sich für die Sanierung des Viertels einsetzt. Der Bürgerverein ist Initiator und Organisator der Veranstaltung. Das Logo der Sandkerwa ist eine geschützte Wort-Bild-Marke.
Die Sandkerwa 2017 wurde am 3. Mai 2017 vom Bürgerverein mit Hinweis auf „die aktuelle Sicherheitslage“ und die unabwägbaren „finanziellen Risiken“ abgesagt. Die Stadt Bamberg bemühte sich zunächst erfolglos um ein alternatives Durchführungskonzept. Für das Jahr 2018 erstellte der Stadtrat ein Rettungskonzept für die Sandkerwa, das eine finanzielle Beteiligung der Stadt vorsieht. Die Umsetzung schon 2017 war dem Bürgerverein allerdings nicht möglich.
Das Bamberger Stadtratsmitglied, der CSU-Fraktionsvorsitzende Helmut Müller geriet 2017 wegen eines Ausspruchs in Bezug auf diese Bemühungen schwer in Bedrängnis. Zitat: „Die Sandkerwa ist eine Belustigung für das Prekariat. Hier kommen niedere Schichten zusammen, um sich zu besaufen.“ Selbst die eigene Fraktion war empört und distanzierte sich von Müllers Ansichten. Dieser ließ den Fraktionsvorsitz zeitweilig ruhen.
Durch das Verbot von Großveranstaltungen infolge der COVID-19-Pandemie musste auch die Sandkerwa 2020 und 2021 abgesagt werden. Vorher war überlegt worden, die Veranstaltung 2020 auf den September zu verlegen, was von den Veranstaltern aber als zu unsicher verworfen wurde.
Seit 2022 ist bei Besuch der Veranstaltung Eintritt in Form von zu erwerbenden Festabzeichen zu entrichten.

## Attraktionen
Höhepunkt der Sandkerwa ist das historische Fischerstechen der Bamberger Schiffer- und Fischerzunft vor der Kulisse Klein-Venedigs, des ehemaligen Fischerviertels an der Regnitz. Das Stechen diente bereits seit dem 15. Jahrhundert der Belustigung des Fürstbischofs und der Bevölkerung. Den Abschluss bildet am Montag um 22 Uhr ein großes Feuerwerk. Der wichtigste Anziehungspunkt des Volksfestes sind allerdings die vielen Bierstände, die Bier aus Bamberg und seinem Umland ausschenken.

## Kritik
In den vergangenen Jahren haben Körperverletzungen und Sachbeschädigungen im Zusammenhang mit der Sandkerwa deutlich zugenommen. Den Veranstaltern und der Bamberger Polizei zufolge spielt übermäßiger Alkoholkonsum hierbei eine erhebliche Rolle. Die Sicherheitsproblematik bei der Sandkerwa ähnelt der bei anderen Großveranstaltungen.
Als Reaktion auf das unkontrollierte Urinieren im Freien konnten bis 2016 mit der sogenannten Piss-nix-in-the-City-Karte öffentliche Toiletten zehnmal zum Preis von vier Euro aufgesucht werden. Im Jahr 2018 gab es diese Karte nicht mehr. Für das Aufsuchen öffentlicher Toiletten müssen nun immer 50 Cent entrichtet werden. Im Jahr 2012 gab es das erste Mal mobile Urinale, die zahlreich genutzt wurden. Anwohnern und Geschäftsleuten zufolge konnte das wilde Urinieren aber bisher kaum eingeschränkt werden.